# Abd al-Wahid I
Abd al-Wahid I, död 1224, var monark i Almohadkalifatet 1224–1224.